# Bandera de la República Popular de Donetsk
La bandera de la República Popular de Donetsk es el símbolo nacional, junto al escudo.

## Historia
El diseño y los colores de la bandera de la República Popular de Donetsk están inspirados en la utilizada anteriormente por la República Soviética de Donetsk-Krivoy Rog, fundada en 1918 como una república soviética separatista, pero que solo duró 36 días.
El negro habitualmente es el color que se emplea para simbolizar el mar Negro y la industria del carbón en la cuenca del Donéts. Se cree que el rojo representa la libertad y el azul, el agua. En la parte central de la bandera se muestra el escudo de la República Popular, con la figura de un águila bicéfala de plata como soporte heráldico. En la enseña también aparece escrita en ruso la expresión "República Popular de Donetsk" (Донецкая Народная Республика), que no se reprodujo en la primera versión. Ésta a su vez fue prácticamente idéntica a la adoptada por el partido político República de Donetsk, diferenciándose de aquella en que no recogía la expresión "República de Donetsk" (Донецкая Республика), que sí figuraba en la bandera de esta organización.

Aparentemente esta enseña tiene un uso que va más allá del meramente institucional, ya que se llegó a exhibir sobre las propias urnas electorales.

Variante la República Popular de Donetsk
Primera versión de la bandera de la República Popular de Donetsk.
Bandera vigente de la República Popular de Donetsk